# Пре-Сен-Жерве (станция метро)
Пре-Сен-Жерве (фр. Pré-Saint-Gervais) — конечная (официально) станция линии 7bis Парижского метрополитена, расположенная в XIX округе Парижа, расположенная на односторонней петле в конце данной линии.

## История
Открыта 18 января 1911 года в составе ответвления от линии 7, вычлененного 3 декабря 1967 года в самостоятельную линию 7bis.
Пассажиропоток по станции по входу в 2011 году, по данным RATP, составил 451 729 человек. В 2013 году этот показатель упал до 365 930 пассажиров, и с ним станция занимала предпоследнее место по уровню годового пассажиропотока (на последнем месте находилась станция "Эглиз д'Отёй).
В 2012 году недалеко от станции открылась остановка "Хопиталь Робер-Дебре" трамвайной линии № 3b.

## Особенности дизайна
Лестничные сходы были оформлены в стиле Эктора Гимара.

## Путевое развитие
- К станции "Пре-Сен-Жерве" примыкают два пути. По левому пути следуют регулярные поезда, прибывающие со стороны станции "Пляс де Фет" и отправляющиеся к станции "Данюб". На правом пути располагается однопутное ателье Пре-Сен-Жерве, предназначенное для техосмотра и небольших работ с составами, курсирующими по линии 7bis (для более крупного ремонта поезда перегоняются в ателье де Сен-Фаржо.
- С юго-восточной стороны к обоим путям станции примыкает "челночный путь"[фр.], использовавшийся в нерегулярном сообщении в 1921 — 1939 годах[4].

Станция "Пре-Сен-Жерве" является конечной лишь формально, в основном это предназначено для паузы машинистов, ведущих поезда по линии 7bis.

## Галерея
- Лестничный сход
- Состав модели MF 88 на станции